# Ozonoteràpia

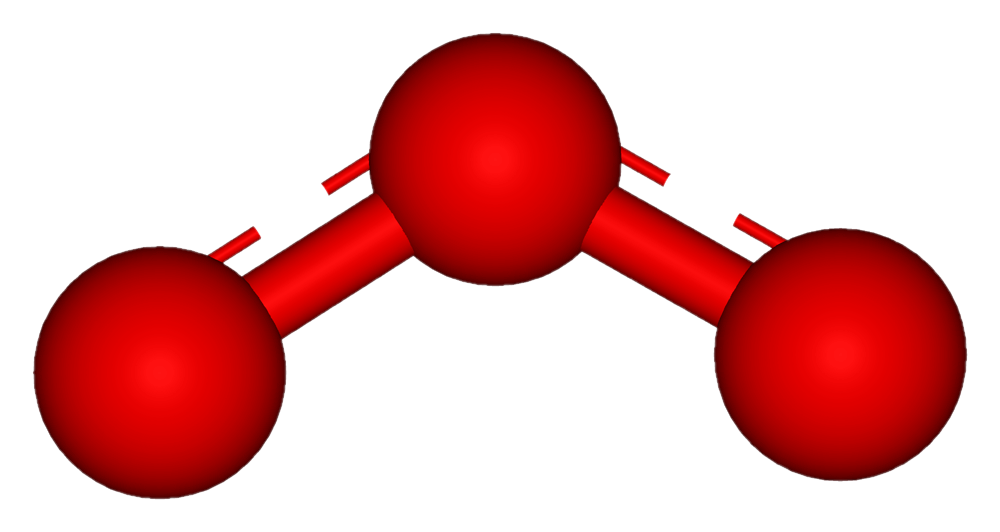
Molècula d'ozó amb el model de boles i pals.

Estructura química de la molècula d'ozó.

L'ozonoteràpia és la tècnica que utilitza l'ozó com a agent terapèutic, bé per la seva alta capacitat oxidant i de cicatrització, o bé com a mitjà d'activació de certes proteïnes (IFN-β, TGF-β) i cèl·lules del sistema immunitari sanguini. [1 ] l'ozó és un derivat lotròpic l'oxigen, la seva molècula està formada per tres àtoms d'oxigen. L'ozó per a usos terapèutics es genera a partir d'oxigen mèdic (99,9% O2), en una barreja O3/O2 del 5% d'ozó en volum com a màxim. [2]
Els detractors de les teràpies d'Ozó afirmen que no existeixen les necessàries proves objectives de la utilitat de l'ozó per al tractament mèdic. Per la seva banda, els defensors de l'ozonoteràpia afirmen que les seves indicacions són molt àmplies i vindrien determinades per les seves propietats antiinflamatòries, antisèptiques, de modulació de l'estrès oxidatiu i de millora de la circulació perifèrica i l'oxigenació tissular.
La concentració i manera d'aplicació variaria en funció de la patologia a tractar, ja que la concentració d'ozó determina el tipus d'efecte biològic que produeix i la manera d'aplicació marca el seu àmbit d'acció en l'organisme.
La capa d'ozó a l'estratosfera desvia la radiació solar nociva, però l'ozó troposfèric té efectes acumulatius nocius per a la salut. L'ús de l'ozonoteràpia és recomanat com una forma de medicina alternativa, però no hi ha proves científiques que recolza el seu ús en el tractament de malalties específiques. Després d'una revisió de la ciència existent, l'Environmental Protection Agency (EPA) ha qüestionat fortament l'eficàcia o la seguretat dels generadors d'ozó venuts com filtres d'aire. L'ozó té la capacitat d'oxidar els compostos orgànics, i també són coneguts els efectes tòxics en les vies respiratòries quan es troba present al boirum.

## Orígens històrics
El 1856, tan sols 16 anys després del seu descobriment, l'ozó va ser utilitzat per primera vegada en un centre de salut per a la desinfecció de les dues sales d'operacions i l'esterilització dels instruments quirúrgics. A la fi del segle xix l'ús de l'ozó per a la desinfecció de l'aigua potable dels bacteris i els virus estava ben establerta a l'Europa continental. El 1892, The Lancet va publicar un article que descrivia l'administració d'ozó per al tractament de la tuberculosi. El 1902 es va publicar un altre article al·legant l'èxit en el tractament de la sordesa crònica de l'oïda mitjana amb l'ozó. L'ozó també va ser utilitzat durant la Primera Guerra Mundial per a desinfectar ferides.

## Efectes de l'ozó
L'ozonoteràpia se serveix dels efectes que té l'ozó en l'ésser humà. Aquests efectes poden ser tant beneficiosos com perjudicials depenent del seu ús i d'altres factors com la concentració d'aquesta molècula. Així doncs, l'ozó utilitzat en medicina té una concentració 30 vegades menor amb relació a l'empleat en la indústria i el seu ús terapèutic es realitza amb sofisticat instrumental, maquinària i productes segurs per a la salut.

### Efectes beneficiosos per l'organisme
- Efecte antioxidant. L'ozó és capaç de regular l'anomenat estrès oxidatiu provocat per la presència de radicals lliures. La seva acció es basa en l'estimulació dels enzims eliminadors de radicals lliures, els quals danyen les membranes cel·lulars i poden provocar malalties com l'Alzheimer o el Parkinson. Amb això també s'aconsegueix retardar els processos d'envelliment cel·lular.

- Efecte regenerador i cicatritzant. Per la seva capacitat regeneradora, l'ozó ajuda en la curació i cicatrització de certs teixits com els articulars, a les ulceracions, en les parets dels capil·lars, en medicina estètica …

- Efecte analgèsic i antiinflamatori. L'ozó és un gran combatent de la sensació dolorosa, ja que aconsegueix la neutralització dels seus mediadors neuroquímics. De manera similar, és capaç de metabolitzar i acabar amb els mediadors inflamatoris.

- Efecte germicida. Gràcies a les propietats oxidants de l'ozó, l'ozonoteràpia té una gran acció desinfectant contra qualsevol classe d'agent patogen. Aconsegueix eliminar o inactivar microorganismes mitjançant la seva oxidació i, per això, destaquen les seves capacitats fungicida, bactericida i antiviral.

- Efecte immunomodulador. L'ozonoteràpia té efectes sobre el sistema immunitari de la persona reforçant les seves defenses contra amenaces externes (prevenint infeccions) i en l'eliminació de cèl·lules amb degeneracions o que presenten mutacions i són susceptibles de provocar patologies autoimmunitàries o cancerígenes.

- Implicació en processos metabòlics. L'ozó intervé en el metabolisme dels àcids grassos insaturats que componen les membranes dels glòbuls vermells causant la formació de peroxidasa que, mitjançant diverses reaccions redox, fa que l'oxihemoglobina alliberi oxigen als teixits que ho requereixen. Això comporta un increment del flux d'oxigen i, en conseqüència, del flux sanguini evitant l'aglomeració plaquetària i d'hematies als vasos.

L'ozó també actua en el metabolisme de la glucosa, accelerant el seu ús a escala cel·lular, i de les proteïnes per la seva interacció amb els grups sulfhídrics que posseeixen.

### Efectes perjudicials per a l'organisme
Químicament, la molècula d'ozó té una alta reactivitat i gran poder d'oxidació. Per això, és una substància tòxica que, en concentracions que superin els nivells permesos per l'organisme, pot causar problemes de salut. Tot i així, l'ozonoteràpia resol aquest problema mantenint un rigorós control de les concentracions aplicades als pacients i, com a prova d'això, encara no s'han comptabilitzat defuncions causades per aquest tractament d'ozó.

## Aplicacions de l'ozonoteràpia
L'ús de l'ozonoterapia és present en molts camps de la medicina. Destaca la seva utilitat en el tractament de malalties d'origen isquèmic, inflamatori, d'estrès oxidatiu, infeccioses… I, depenent de com s'apliqui, l'ozó produeix distints efectes en el tractament d'aquestes patologies. Algunes d'elles, classificades segons l'àmbit mèdic al qual pertanyen, són:
- Urologia: reperfusió renal i isquèmia.

- Immunologia: SIDA, tumors...

- Odontologia:[17] càries, gingivitis…

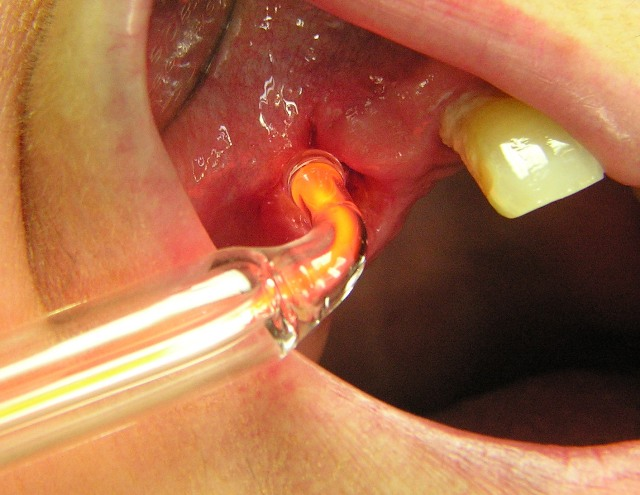
Aplicacions de l'ozonoteràpia en odontologia.

- Aparell cardiovascular: cardiopatia isquèmica, aterosclerosi obliterant…

- Ginecologia i obstetrícia: infeccions genito-urinàries, hipòxia fetal…

- Traumatologia: osteoartrosi, hèrnia discal 	(s'han demostrat efectes sobre les hèrnies lumbars,[18] cervicals, hernies i fibrosos, hernies i canal estenoic o hernies amb llitessis de graus 1 i 2.)...

- Otorrinolaringologia: faringitis infecciosa, amigdalitis crònica...

- Oftalmologia: neuropatia òptica, retinosi pigmentària…

- Aparell locomotor: artritis reumatoide, artrosi…

- Pediatria: complicacions sèptiques post natals.

- Dermatologia[19] i medicina estètica: acne, infecciones cutànies[20] i de les mucoses,[21] cremades, herpes i herpes zòster.[22]

- Estomatologia: mucositis, cirrosi hepàtica…

- Geriatria: fatiga i cansament.

- Neurologia: Alzheimer, Malaltia de Parkinson…

- Aparell digestiu: úlceres gàstriques, hemorroides…

- Oncologia: Tractament de certs tipus de càncer, com el tractament d'osteonecrosi,[23] o dels càncers que creixen en entorns hipòxics, pel que l'aplicació d'ozó pot normalitzar l'oxigenació dels teixits i reduir la proliferació d'aquests tumors.[24] Aquest efecte és també útil en addició als tractaments d'insuficiència venal i arterial.

A més, cal destacar el paper que té avui en dia en relació al tractament de la diabetis, doncs s'han demostrat efectes positius en el tractament de peu diabètic i l'ozonoteràpia ha demostrat millorar els resultats del tractament habitual. Per altra banda, també ha demostrat millorar el control de la glicèmia i la prevenció de l'estrès oxidatiu entre d'altres.

## Mètodes d'aplicació de l'ozó

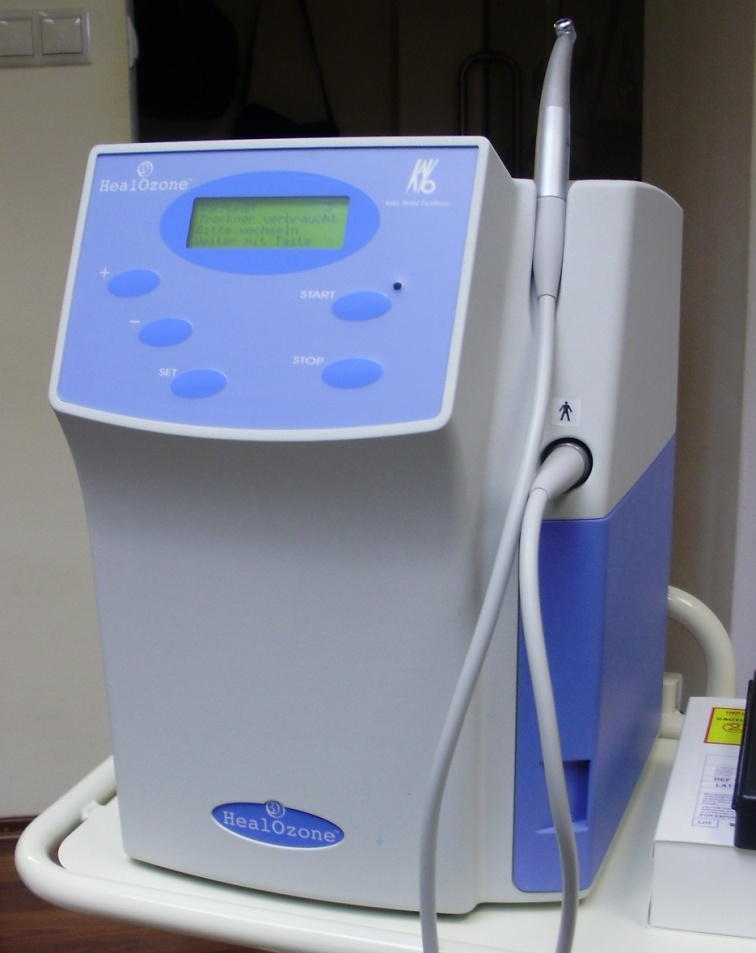
Aparell amb el qual s'aplica l'ozonoteràpia.

El mètode d'aplicació de l'ozó és distint per al tractament de les diferents patologies, així com la concentració de l'ozó, ja que determina els efectes que produirà l'ozonoteràpia sobre el pacient.
Els mètodes més utilitzats són:
- Aplicació de cremes, oli d'oliva ozonificat, aigua ozonificada sobre ferides o cremades...

- Via sistèmica: mitjançant mètodes invasius basats en injeccions subcutànies, intramusculars o intraarticulars de petites concentracions d'ozó i oxigen barrejats. També injeccions intradèrmiques, intradiscals, periarticulars...

- Via local o tòpica: per mitjà de bosses o campanes de vidre per dintre de les quals s'aplica un flux d'una mescla d'oxigen i ozó i envolten la zona a tractar actuant com a agent germicida sobre el pacient.

- Via endovenosa o hemàtica: es tracta d'una neteja de la sang (“Blood Washings”) que es pot realitzar de dues maneres:

- Gran autohemoterapia: mitjançant una extracció de sang (50-200 cc) a la que s'aplica una mescla d'ozó i oxigen par a realitzar la neteja sanguínea. Després es torna a injectar en vena gota a gota donant com a resultat una aportació de sang altament oxigenada que anirà a aquells teixits amb hipòxia o a altres zones.

- Petita autohemoterapia: s'extreu una quantitat menor de sang (uns 10ml) que s'ozonifica i s'injecta novament per via intramuscular al pacient

- Via intravaginal: utilitzat per al tractament d'infeccions vaginal sobretot, es realitza introduint un catèter vesical que insufla el gas a l'interior de la vagina.

- Via rectal: per a aquesta via existeixen tres mètodes:

- Ús d'aigua ozonizada: després de haver realitzat una hidroteràpia del colon s'introdueix aquesta aigua a l'intestí durant uns minuts per a eliminar toxines que hagin pogut quedar.

- Via rectal sistèmica: mitjançant una fina sonda que insuflarà ozó mèdic sobre els plexes hemorroïdals, que el portarà a altres òrgans (pàncrees, fetge…) pel sistema porta.

- Via rectal local: també és realitza per insuflació d'ozó mèdic per la via rectal, amb la diferència de que ara actua directament sobre les cèl·lules de la mucosa colorectal per al tractament de malalties per infeccions intestinals.

## Patologies

### Hèrnia discal
El tractament amb ozonoteràpia de les hèrnies discals és molt utilitzat perquè s'ha demostrat la seva eficàcia, es pot aplicar a qualsevol pacient i a tots els tipus d'hèrnia, i a més no té contraindicacions.
Consisteix en un conjunt d'infiltracions d'ozó: una infiltració intradiscal, seguida d'infiltracions paravertebrals. Es realitzen cada 3 dies durant un període d'entre 18 i 30 dies (tot i que hi ha casos en els quals es pot arribar fins als 2 mesos). La manera d'aplicar les infiltracions, les dosis i el nombre de sessions que cal fer depenen del tipus d'hèrnia discal que es pateix. Si l'hèrnia discal és lumbar es realitzen 10 sessions de 10 cm3, si és dorsal 8 sessions de 8 cm3 i si és cervical entre 6 i 8 sessions de 5 cm3.
L'ozó provoca que la part central de l'hèrnia, que sol contenir una gran quantitat d'aigua, la vagi perdent a poc a poc, així que el disc s'asseca i es degrada més fàcilment. D'aquesta manera, l'hèrnia disminueix de mida i pot arribar a desaparèixer. Aquest procés no causa cap mena de dany als altres discs, ni tampoc als teixits contigus.
D'altra banda, l'ozó també aconsegueix que arribi més oxigen als teixits de la zona, perquè actua sobre l'hemoglobina i els eritròcits (glòbuls vermells) i, per tant, millora la circulació sanguínia, i això permet una millor i més ràpida recuperació dels teixits.
I molt important és també el seu efecte analgèsic. L'ozó oxida i, per tant, inactiva els algopèptids, un tipus de proteïnes que col·laboren en el transport dels impulsos dolorosos cap al cervell.

### Patologies doloroses
L'ozonoteràpia s'utilitza freqüentment per reduir el dolor en malalties doloroses, tant si són cròniques com si no ho són, per l'efecte analgèsic que té.
Cal destacar l'aplicació d'ozó en la fibromiàlgia, una malaltia crònica que causa diferents graus de dolor i malestar a la persona que la pateix, i li dificulta poder dur una vida normal. Afecta sobretot les dones, i és una patologia força desconeguda, se'n desconeixen les causes i hi ha pocs tractaments. Sí que se sap que l'aplicació d'ozó disminueix el dolor de forma sorprenent, especialment en les primeres sessions, o això és el que asseguren les pacients. L'ozó s'aplica en forma d'injecció subcutània en una zona vertebral identificada pels metges. S'apliquen petites dosis en diferents punts de la zona definida, prèviament marcada i desinfectada amb iode, i després s'hi fa un massatge perquè l'ozó no quedi acumulat en el punt on s'ha injectat, sinó que es distribueixi per tots els teixits musculars contigus.
També és important l'aplicació d'ozonoteràpia en malalties reumàtiques, per la mateixa finalitat de disminuir el dolor. La forma d'aplicació depèn de la patologia en qüestió: pot ser subcutània, intraarticular (com en el cas de l'artrosi) o bé endovenosa (per exemple en l'artritis). En l'aplicació endovenosa, el que es fa és treure-li al pacient una certa quantitat de sang, aplicar l'ozó en aquesta i després tornar-la a incorporar en el torrent sanguini del malalt.
Un altre cas en el qual s'usa molt l'ozonoteràpia és en patologies de l'articulació del genoll. S'apliquen infiltracions intraarticulars, periarticulars i subcutànies. No té els efectes col·laterals que tenen altres teràpies que es poden aplicar per aquest tipus de patologies. La desaparició del dolor és immediata, i a més els pacients poden recuperar totalment (o quasi) la mobilitat del genoll que tenien abans.

### Patologies provocades per la carència d'oxigen
L'ozonoteràpia s'utilitza molt en patologies provocades per una falta d'oxigen en algun teixit. La causa és una mala circulació sanguínia, que impedeix que al teixit li arribi tot l'oxigen que necessita. Aquestes patologies poden ser problemes de circulació arterial i/o venosa, com també úlceres de tota classe. L'ozonoteràpia millora la circulació sanguínia allà on s'aplica, i així ajuda a evitar la degradació del teixit que té falta d'oxigen, i posteriorment col·labora en la seva regeneració gràcies al seu efecte cicatritzant.
Un cas d'aquestes patologies que cal destacar és el de l'hipodermis induractiva, més coneguda com a cel·lulitis. Aquesta patologia té lloc quan la microcirculació d'una zona de teixit adipós desapareix o es malmet greument. El teixit adipós és el que emmagatzema els greixos (triacilglicerols) en unes cèl·lules especialitzades anomenades adipòcits, que tenen una membrana molt elàstica per poder emmagatzemar més greixos. Com totes les altres cèl·lules, els adipòcits necessiten que els arribi sang, i si els capil·lars estan malmesos no n'arriba prou; si això passa el teixit adipós es degenera. L'ozó actua sobre les cadenes d'àcids grassos insaturats i les escurça, d'aquesta manera les fa més hidrosolubles i en facilita l'eliminació. A més a més, l'ozó millora la circulació sanguínia, i en especial la microcirculació de la zona on s'aplica, perquè actua sobre l'hemoglobina i els eritròcits. S'ha de ressaltar, també, el seu efecte antiinflamatori. L'ozó s'aplica per una injecció subcutània profunda; sovint amb una a cada un dels membres n'hi ha prou.

### Patologies immunològiques
L'ozonoteràpia millora la resposta del sistema immunitari, perquè afecta els leucòcits (glòbuls blancs), en especial els limfòcits i els macròfags. El que fa és induir-los canvis morfològics que en milloren la funcionalitat.
A més, l'ozonoteràpia també indueix la síntesi de citocines, un tipus de senyalitzadors cel·lulars que, tot i no ser exclusius del sistema immunitari, són indispensables pel seu bon funcionament.
Així que l'ozonoteràpia s'aplica a malalties que afecten el sistema immunitari, i sobretot patologies autoimmunitàries. A més, actualment s'està estudiant si l'ozó podria utilitzar-se per tractar la SIDA.

## Falta de proves sobre l'eficàcia de l'ozonoteràpia
Alguns venedors de generadors d'ozó fan fantàstiques promocions que l'ozó és una cura miraculosa per a totes les malalties incloent el càncer i la SIDA, però aquestes afirmacions no han estat comprovades. L'ozó pot desinfectar les superfícies i l'aigua si s'administra com a mínim dues hores a una concentració de 1.200 parts per milió. S'ha proposat com un tractament per la SIDA i, encara que desactiva les partícules virals fora del cos, no hi ha proves de beneficis als pacients que viuen.
Resum de l'abundant i creixent nombre de resultats dels estudis que mostren els efectes nocius de l'ozó a la salut, el 1976, i reiteradament el 2006, l'agència d'Administració d'Aliments i Fàrmacs dels Estats Units (FDA) reflecteix el consens científic que l'ozó és un gas tòxic del cual, fins ara, no s'ha demostrat el seu ús mèdic segur en el tractament específic, complementari o preventiu. Una de les raons possibles, va assenyalar la FDA, és que l'ozó, per a ser eficaç com un germicida, ha d'estar present en una concentració molt més gran de la que pot tolerar amb seguretat l'home o altres animals.
Encara promocionat com un tractament per al càncer per part d'alguns defensors, la Fundació Americana del Càncer ha assessorat els pacients amb càncer contra l'ús de la teràpia d'ozó.
 Altres líders d'opinió de la indústria al Regne Unit i Austràlia, tan recentment com el 2001, també suggereixen que el coneixement sobre el potencial benefici i dany de l'ozó en pacients amb càncer no és suficient. Per tant, aquest tipus de tractament no pot ser recomanat com una forma alternativa de tractament per a pacients amb càncer.
L'ozó ha estat suggerit per a l'ús en odontologia, encara que en general les proves existents no són compatible amb el seu ús.

## Seguretat
Moltes de les preocupacions relacionades amb la teràpia d'ozó gira al voltant de la seguretat de l'ozonització de sang. És ben sabut que quan és inhalat pels mamífers, l'ozó reacciona amb els compostos dels teixits que recobreixen els pulmons i desencadena una cascada d'efectes patològics. Saül Verd ha argumentat que, atès que l'ozó té la capacitat per oxidar els compostos orgànics en un medi ambient atmosfèric, també podria oxidar els components sanguinis i teixits humans endògens. Quan s'infon a la sang humana, l'ozó produeix espècies reactives de l'oxigen (ROS) o radicals lliures. La inhalació d'alts nivells d'ozó és tòxica, tot i que segons els defensos d'aquestes teràpies la inhalació d'una única dosi amb nivells més baixos no ho és i pot ser beneficiosa en el tractament de certes malalties.

## Presència en el cos
Molts arguments han estat presentats tant a favor com en contra
sobre la producció d'ozó de forma.